# Queensland du Sud-Ouest
Le Queensland du Sud-Ouest est une région de l'Australie profonde située dans l'État du Queensland, entre la région du centre-ouest du Queensland (au nord) et la région des Darling Downs (à l'est) . Elle comprend le district de Maranoa et certaines parties du Channel Country. Sa superficie est de 319 808 km2.
C'est une région dotée de riches pâturages qui ont permis de développer l'élevage. On y cultive également le coton. Les ressources minières y sont importantes (opales, pétrole et gaz).
Sur le plan fédéral, la totalité de la région fait partie de la circonscription de Maranoa. Les zones de gouvernement local de cette région sont la région de Maranoa, le comté de Balonne, le comté de Paroo, le comté de Murweh, le comté de Bulloo et le comté de Quilpie. Le sud-ouest du Queensland compte 26 489 habitants .
La région est desservie par la station de radio ABC Western Queensland.

## Histoire

### Aborigènes
La société aborigènes locales échangeait des objets afin de satisfaire leurs  besoins et pour maintenir la cohésion sociale. La région du sud-ouest du Queensland était le principal lieu où l'on trouvait la plante Duboisia hopwoodii  qui permettait de produire du tabac à mâcher.
Le Kamilaroi (également appelé Gamilaroi, Gamilaraay ou Comilroy) est une langue aborigène australienne du sud-ouest du Queensland. Il est très proche du Yuwaalaraay et du Yuwaalayaay. L'aire linguistique du Kamilaroi correspond à la zone d'administration locale de la Comté de Balonne, les villes de Dirranbandi, Thallon, Talwood et Bungunya ainsi que les villes frontalières de Mungindi et Boomi. Elle s'étendant jusqu'à Moree, Tamworth et Coonabarabran en Nouvelle-Galles du Sud .
Le Yuwaalaraay (également appelé Yuwalyai, Euahlayi, Yuwaaliyaay, Gamilaraay, Kamilaroi ou Yuwaaliyaayi ) est une langue aborigène australienne parlée dans le pays Yuwaalaraay. L'aire linguistique du Yuwaalaraay correspond à la zone d'administration locale du Comté de Balonne, avec la ville de Dirranbandi ainsi que la ville frontalière de Hebel. Elle se prolonge jusqu'à Walgett et Collarenebri en Nouvelle-Galles du Sud .
Le Yuwaalayaay (également appelé Yuwalyai, Euahlayi, Yuwaaliyaay, Gamilaraay, Kamilaroi ou Yuwaaliyaayi ) est une langue aborigène australienne parlée dans le pays Yuwaalayaay. Il est très proche des langues Gamilaraay et Yuwaalaraay. L'aire linguistique du Yuwaalayaay correspond à la zone d'administration locale du Comté de Balonne, avec la ville de Dirranbandi ainsi que la ville frontalière de Goodooga s'étendant jusqu'à Walgett et les lacs Narran en Nouvelle-Galles du Sud .

### Européen
Le secteur oriental de la région du cours supérieur de la rivière Warrego a été exploré par Thomas Mitchell en 1845 . Il a fallu attendre que William Landsborough explore la région lors de son expédition de 1862 pour que les colons commencent à y implanter le pastoralisme .

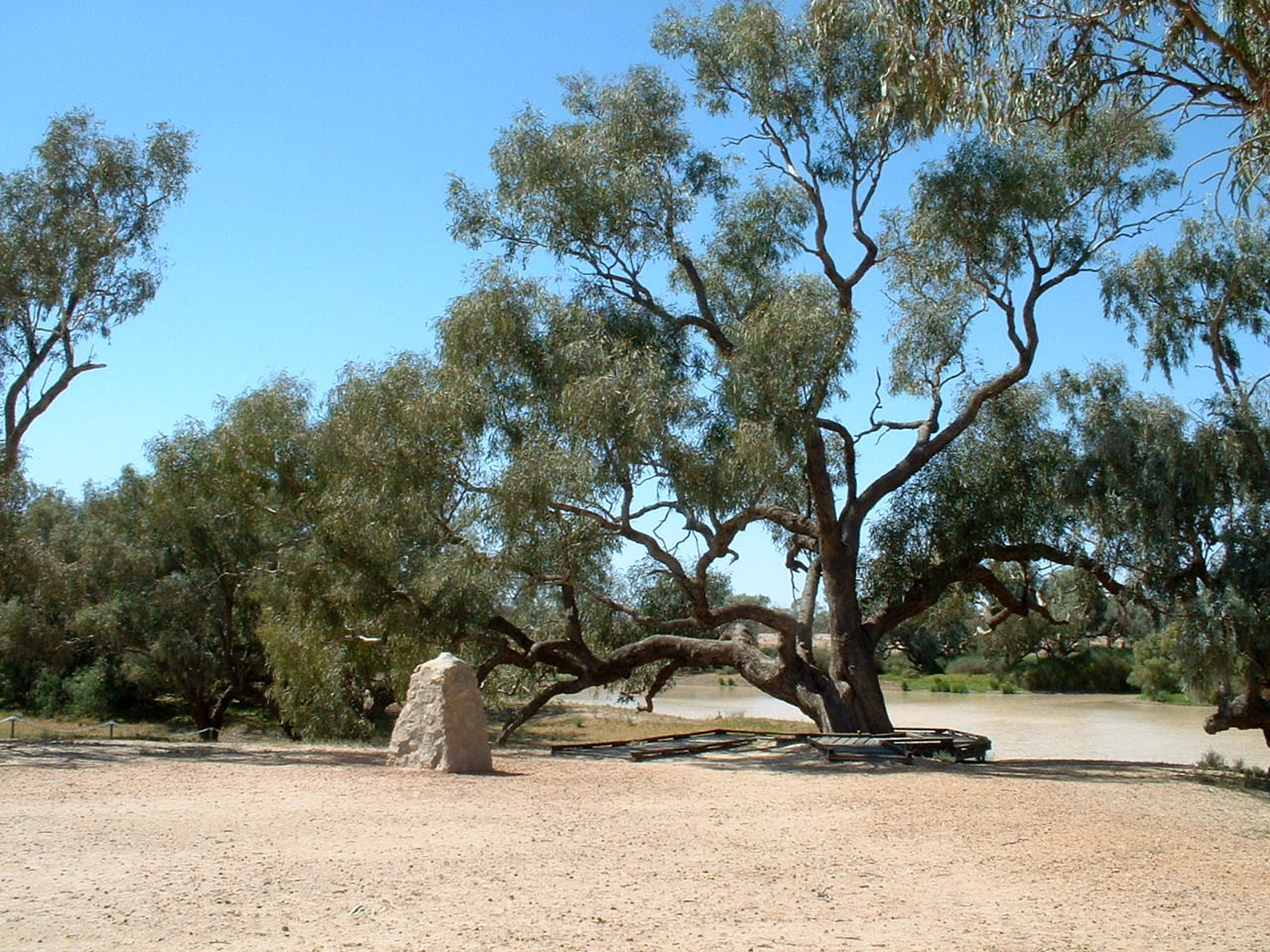
L'arbre creux de Burke et Wills, à Bullah Bullah Waterhole sur le Cooper Creek en 2008.

En 1860, Robert O'Hara Burke et William John Wills ont lancé une expédition depuis Melbourne en direction du golfe de Carpentarie. Leur but était d'explorer les zones de l'intérieur de l'Australie qui restaient encore totalement inconnues des européens. La base logistique de l'expédition se trouvait à Bullah Bullah Waterhole sur la rivière Cooper Creek. L'expédition n'est pas parvenu à atteindre la côte nord à cause des mangroves occupant le delta de la rivière Flinders. Finalement, le manque de provisions a forcé les quatre personnes à rebrousser chemin. Charlie Gray mourut sur le chemin du retour, les trois membres restants réussirent finalement à rejoindre Cooper Creek le 21 avril 1861. Ils apprirent alors que l'autre moitié du groupe venait de partir pour Menindee neuf heures plus tôt. Un arbre du camp a été utilisé pour marquer l'emplacement d'une cache de nourriture. Il est également devenu le lieu de sépulture de Burke, mort de malnutrition après dans des circonstances controversées. Wills est également mort de fatigue et de malnutrition à Breerily Waterhole. John King, le seul survivant du groupe a marché vers le nord jusqu'au golfe. Les journaux et les cartes de l'expédition ont inspiré les pionniers et ont ouvert de vastes étendues du Queensland à la colonisation pastorale 
Les parties occidentales de la région reçoivent en moyenne 150 mm de pluie par an . Plus à l'est, autour de St. George, les précipitations sont d'environ 500 mm par an . Le manque d'eau a limité le développement du pastoralisme . Avec l’introduction des puits artésiens, les terres ont permis l’élevage des moutons et des bovins .
Une usine Cobb &amp; Co et a été construite à Charleville en 1893 . Au cours des années 1880, les services d'autocars se sont développés dans la région. Cobb & Co était la société de transport la plus connue d'Australie et fournissait autrefois des services de transport passager et de poste à travers tout le pays. Ils ont inventé un autocar à huit places qui est devenu célèbre pour sa solidité, sa stabilité et sa suspension généreuse .
En 1922, la compagnie Qantas a lancé ses premiers vols réguliers au départ de Charleville .

## Géographie

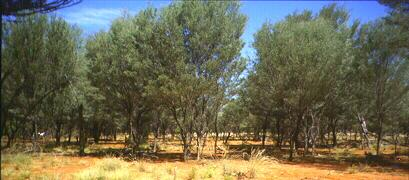
Bois de Mulga en 2006.

La partie nord du désert de Sturt  se trouve dans le Queensland du Sud-Ouest, on l'appelle le Cameron Corner. Une partie du bassin Cooper se trouve également dans la région. Cette dans cette région naturelle que l'on trouve les gisements de pétrole et de gaz naturel les plus importants d'Australie . C'est près de Roma, à Hospital Hill, qu'a eu lieu la première grève dans l'industrie gazière en Australie . C'est en 1961 que le premier gisement de pétrole a été découvert dans la région . La découverte des grands gisements de gaz date de 1976 et 1978 pour le pétrole.
C'est la prospection pétrolière qui a permis de découvrir le cratère Tookoonooka, un grand cratère d'impact météoritique de 55 km non visible depuis la surface.

### Zones d'administration locale
La région du Queensland du Sud-Ouest se compose des zones d’administration locale suivantes :
| Nom               | Siège du Conseil  | Année de Fondation | Superficie (km2) | Population | Population | Carte |
| Nom               | Siège du Conseil  | Année de Fondation | Superficie (km2) | (2013),    | (2018),    | Carte |
| ----------------- | ----------------- | ------------------ | ---------------- | ---------- | ---------- | ----- |
| Comté de Balonne  | St George         | 1883               | 31 104           | 4 776      | 4 334      |       |
| Comté de Bulloo   | Thargomindah (en) | 1880               | 73 724           | 396        | 330        |       |
| Région de Maranoa | Roma              | 2008               | 58 705           | 13 515     | 12 791     |       |
| Comté de Murweh   | Charleville       | 1879               | 40 700           | 4 685      | 4 318      |       |
| Comté de Paroo    | Cunnamulla        | 1879               | 47 613           | 1 849      | 1 586      |       |
| Comté de Quilpie  | Quilpie (en)      | 1930               | 67 415           | 944        | 790        |       |

### Colonies

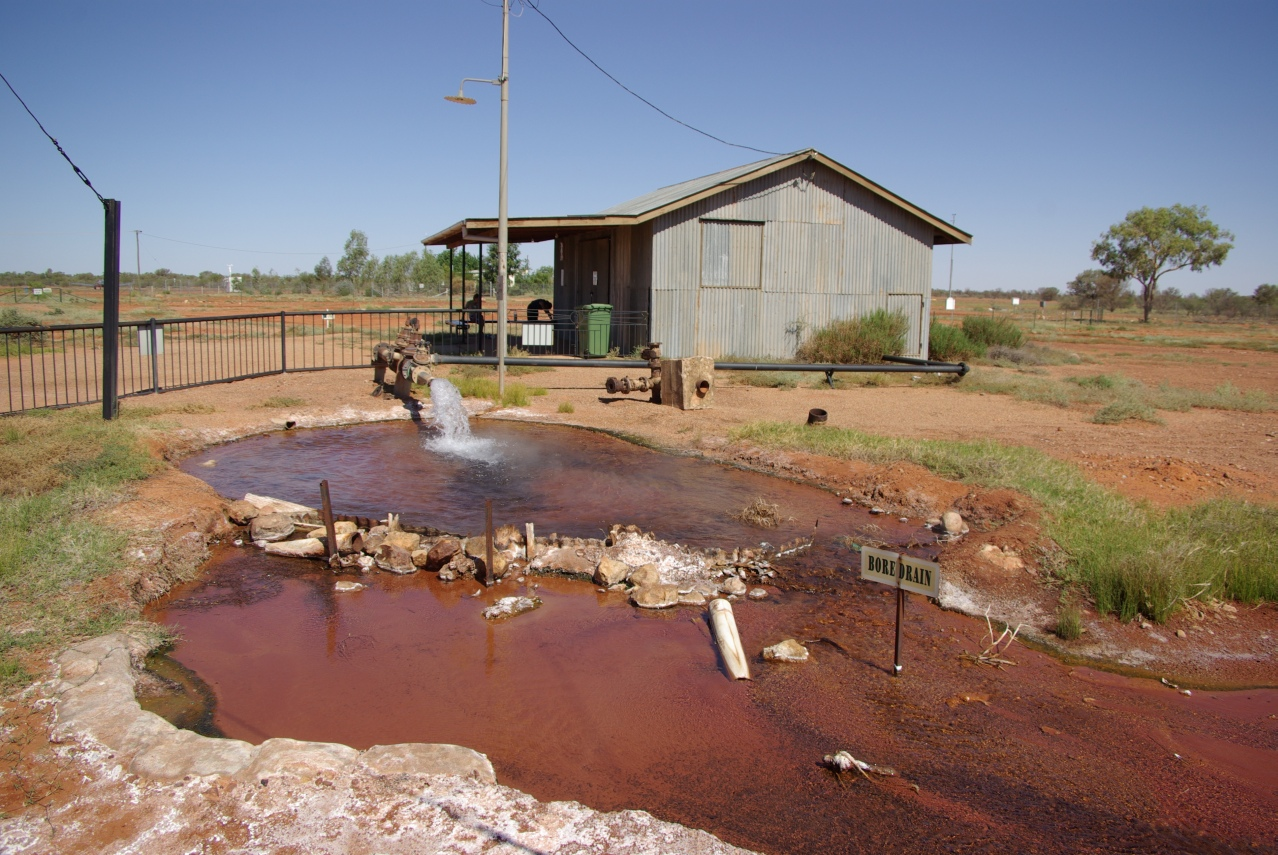
Puits de forage d'eau dans le grand bassin artésien de Thargomindah en 2007

Les principales villes du sud-ouest du Queensland sont Charleville, Roma, Augathella, Windorah, Thargomindah, Saint-George et Cunnamulla. Cunnamulla possède la plus grande station logistique pour la laine de tout le réseau ferroviaire du Queensland . La plus grande exploitation de coton d'Australie est Cubbie Station. Elle est située près de Saint-George et couvre 93 000 hectares .
Les localités moins importantes de la région sont Amby, Injune, Jackson, Mitchell, Muckadilla, Mungallala, Surat, Wallumbilla, Yuleba, Alton, Bollon, Boolba, Dirranbandi, Hebel, Mungindi, Nindigully, Thallon, Coongoola, Eulo, Humeburn, Tuen, Wyandra, Yowah, Bakers Bend, Morven, Nive, Sommariva, Thargomindah, Hungerford, Noccundra, Nockatunga, Norley, Oontoo, Quilpie, Adavale, Cheepie, Eromanga et Toompine. Cooladdi est une ville fantôme dont la population n'est que de six personnes .

### Rivières

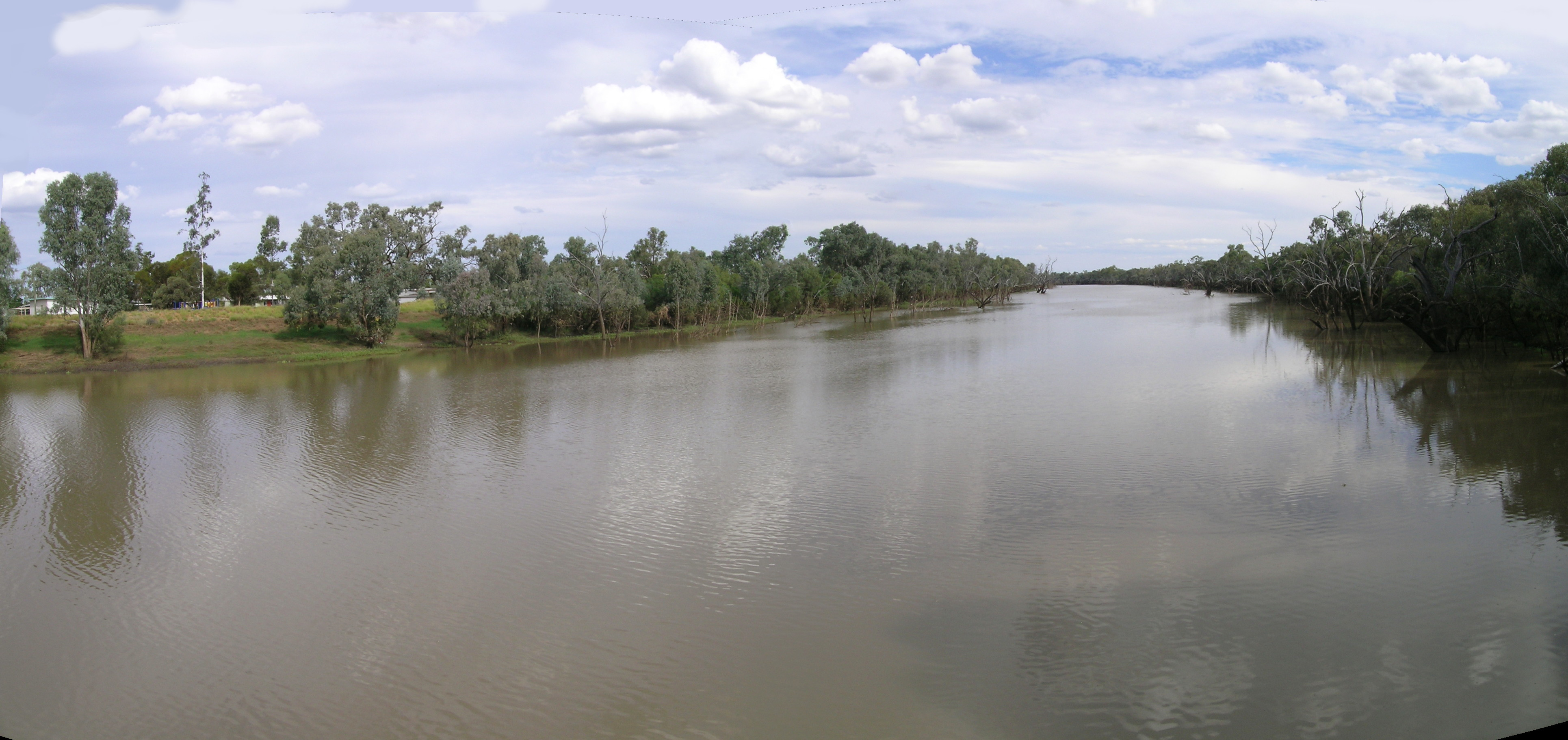
La rivière Warrego à Cunnamulla en 2010

Les cours d'eau qui traversent le sud-ouest du Queensland sont la Warrego, la Maranoa, le Merivale, la  Balonne et son affluent, la Bokhara, la Culgoa, la Wilson et la Cooper Creek. La Balonne est utilisée pour un vaste réseau d'irrigation . Le système hydrologique de la rivière Bulloo est le seul hydrosystème fermé d'Australie .

### Zones protégées
Plusieurs parcs nationaux ont été créés dans la région :
- Parc national d' Alton
- Parc national de la Chaîne Chesterton
- Parc national de Culgoa Floodplain,
- Parc national de Currawinya
- Parc national Diamantina
- Parc national d' Idalia, le
- Parc national du lac Bindegolly
- Parc national de Mariala
- Parc national de Thrushton
- Parc national de Tregole
- Le Sanctuaire de Bowra  est une réserve naturelle près de Cunnamulla gérée par le Conservatoire australien de la faune.

## Transports

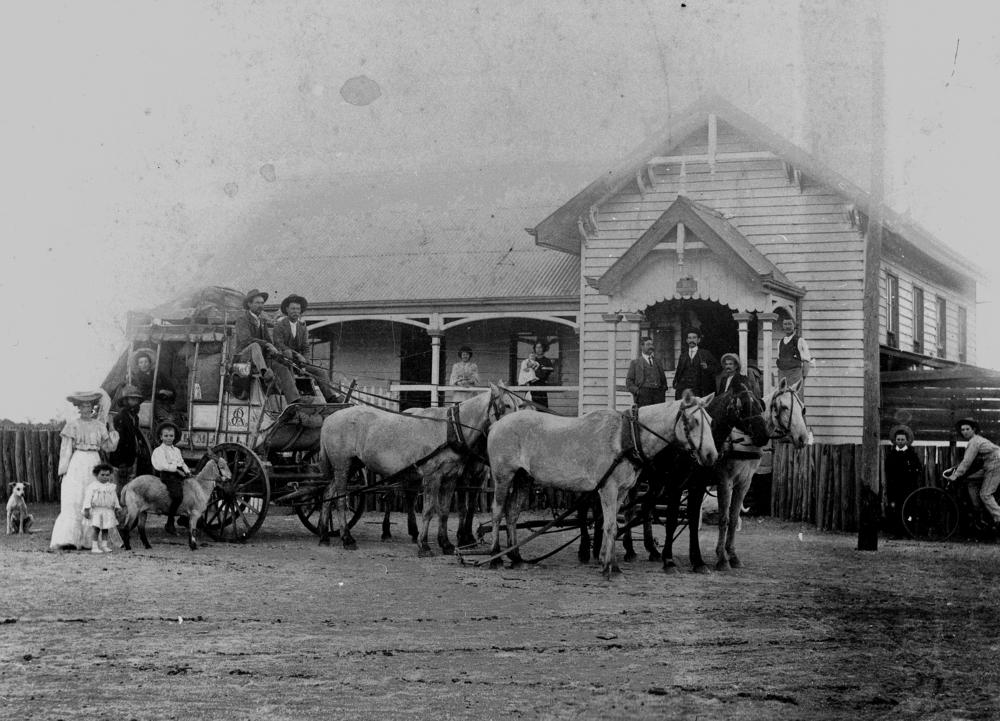
Diligence devant le relais de poste d'Adavale en 1907.

Les principaux axes routiers de la région sont l'autoroute Mitchell dans le prolongement de l'outback de la Nouvelle-Galles du Sud et l'autoroute Balonne qui part de l'est de Saint-George vers Cunnamulla. L'autoroute Warrego suit une direction est-ouest à travers le nord de la région. La pointe nord de l'autoroute Castlereagh traverse le sud-est de la région et se termine à Saint-George. L'autoroute Carnarvon traverse également Saint-George alors que la route de développement Diamantina est progressivement mise à niveau.
La région est desservie par sept aéroports : l'aéroport de Dirranbandi, l'aéroport de Roma, l'aéroport de St George, l'aéroport de Charleville, l'aéroport de Thargomindah, l'aéroport de Cunnamulla et l'aéroport de Quilpie. La ligne de chemin de fer de l'Ouest a rejoint Charleville en 1888 . Une ligne secondaire partant vers Cunnamulla a été ouverte en 1898 . Aujourd'hui, le service de train de voyageurs Westlander opère entre Brisbane et Charleville. La ligne de chemin de fer du sud-ouest passe par Thallon dans l'angle sud-est de la région.

## Environnement
La région biologique des Terres de Mulga est emblématique de ce territoire. Le Mulga est un arbuste ou un petit arbre typique des zones arides de l'Australie. Cette plante a développé de nombreuses stratégies d'adaptation à la sècheresse. Une population isolée d'émeus à couronne rousse vit dans les nombreuses zone où arbustes à spinifex se développe. La barrière à Dingo qui traverse la région et est la plus longue clôture du monde .
Les argiles rouges, brunes et grises sont omniprésente dans la région et sont typiques de l'Australie aride .

## Opales

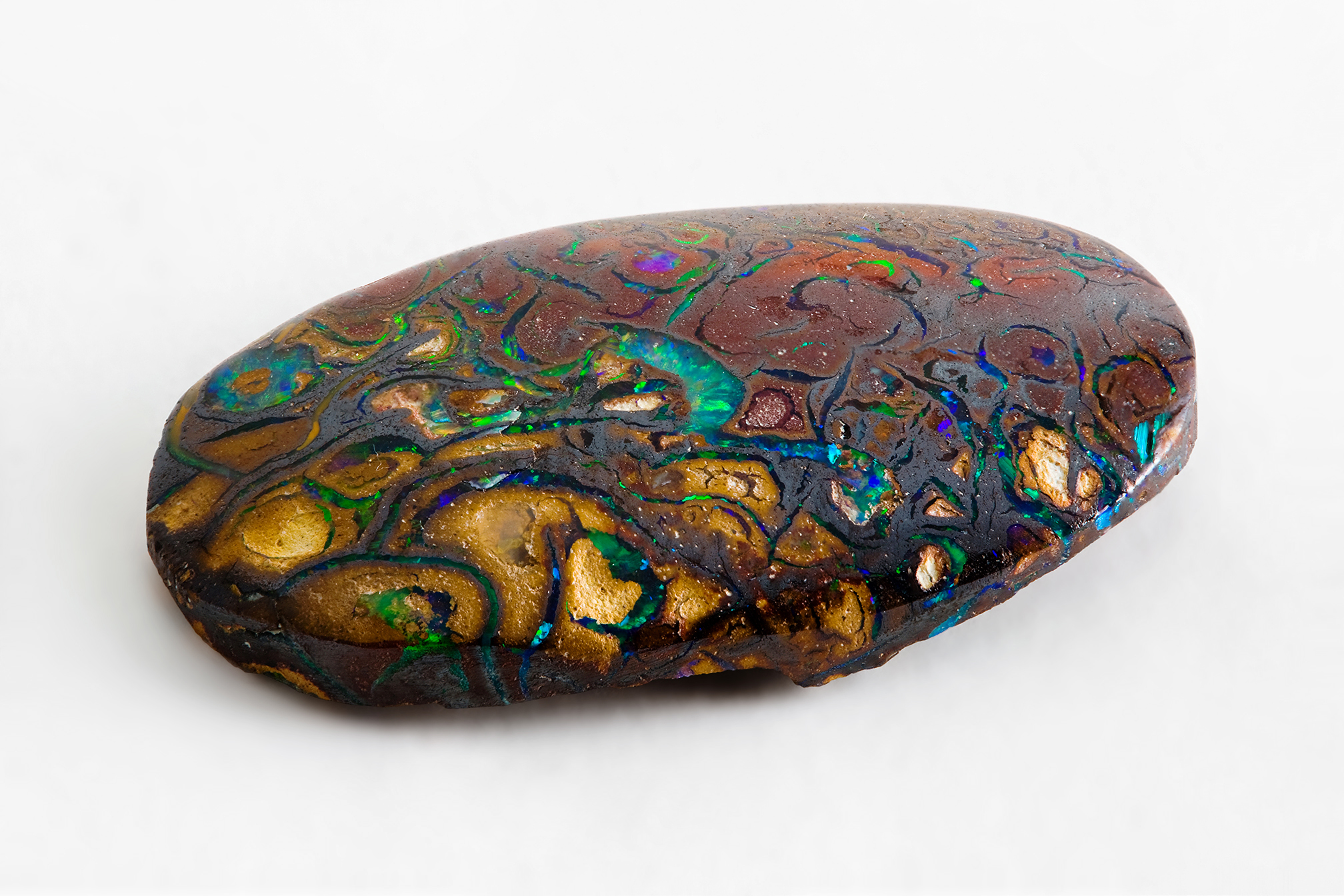
Opale polie de Yowah.

la première découverte d'opale en Australie s'est faite à Adavale. La ville de Yowah s'est construite sur un champ d'opale qui a commencé à produire les pierres précieuses dans les années 1870. On trouve également ces pierres  dans le champ d'opale de Koroit, à Quilpie, à Eulo et dans le nord de la Nouvelle-Galles du Sud. La formation géologique contenant des opales dans le sud-ouest du Queensland s'appelle la formation de Winton .